# Beine-Nauroy

Beine-Nauroy este o comună în departamentul Marne, Franța. În 2009 avea o populație de 1,046 de locuitori.